# آخسری
آخسری شاهک ماننایی پسر ایرانزو فرمانفرمای ماننا در سال ۶۷۳ پ.م. در زمان سارگون‌دوّم یاد می‌شود، یادکرد از آخسری بمناسب قیام مردم اتحادیه قبایل ماد که در آن دوران محل حکمرانی دیاکو پیشوای مردم ماد جزء ساتراپی ماننا محسوب می‌شد، آورده شده است. سه پیشوای متحد مادی علیه ماننا که متحد اصلی دشمن مردم ماد یعنی دولت آشور بود وارد عمل شده اراضی ماننا را به مخاطره افکندند.

## تعرض به ماننا
چون هر سه پیشوای ماد در زمان واحد از سه جهت وارد عمل شدند و احتمالاً ایشپاکا پیشوای اسکیت‌ها و آخسری شاه ماننا متحد قیام کنندگان علیه آشور بودند توانستند در آن واحد در چند جبهه به پیکار بپردازند. پس چندی از قِبل قیام مردم ماد ماننا نیز توانست نیروی بسزایی بدست آورد، آخسری شاه ماننا بالاستحقاق می‌توانست خویشتن را در ردیف روسای دوم شاه کشور بزرگی بداند. خاک ماننا از سمت مغرب به زیان آشور بسط یافته بود. ماننا در نقطه‌ای از بخش علیای زاب‌بزرگ با خوبوشکیه و اورارتو هم‌مرز بود؛ و مرز آن سپس به طرف جنوب و به ظنّ غالب در امتداد جبال اصلی زاگروس یعنی مغرب شهر اورمیه و اشنو و ساوجبلاغ ممتد بود. از مشرق با پادشاهی ماد مستقل هم سرحد بود. مرزهای شرقی‌تر و شمالی‌تر ماننا در زمان آخسری روشن نیست.

### حمله مجدد آشور به ماننا
مسلماً آشور پس از شکستی که بر او وارد آمد آرام ننشست چیزی نگذشت که آشوریان باری دیگر در مشرق کشورشان اظهار وجود و فعالیت کردند. نخستین هدف حملهٔ ایشان ماننا بود و دولت آشور تحت فرمان نابو شارو سور سردار خویش در سال ۶۶۰/۶۵۹ پ.م. از جبال زاگروس گذشتند، آخسری کوشید تا هنگام استراحت لشکر آشور شبانه به ایشان شبیخون زند ولی موفق نشد. حملهٔ لشکریان ماننا دفع شد و ایشان به عقب‌نشینی مجبور شدند و آشوریان هشت دژ را که در فاصلهٔ مرز جنوبی ماننا و تختگاه آن ایزیرتا قزار داشت تصرّف کردند.
آخسزی مقرّ خویش را از ایزیرتا که در خطر بود به قلعه ایشتاتو منتقل ساخت؛ ولی آشوریان که پانزده روز در ایزیرتا (سقز) و قلاع مجاور 
زی‌بیا و آرمائیت را محاصره کردند از تسخیر عاجز گشتند و به ویران کردن نقاط پیرامون و بردن مردم به اسارت و گرفتن اسبان و خران و دام‌های بزرگ شاخدار اکتفا کردند.
شکست آخسری تناقضات داخلی ماننا را شدیدتر ساخت. در متن آشوربانیپال آمده است که در سرزمین ماننا قیام مردم کشور آغاز شد آخسری را کشتند و نعش او را در کوچه افکندند و تقریباً تمام افراد خاندانش را نابود کردند. او آلکی پسر آخسری که زنده مانده بود بی‌درنگ ولیعهد خود اریسی‌نی را به نزد پادشاه آشور فرستاد و علیه قوم خود از او کمک خواست.